# Glaucosoma magnificum
Glaucosoma magnificum är en fiskart som först beskrevs av Ogilby, 1915.  Glaucosoma magnificum ingår i släktet Glaucosoma och familjen Glaucosomatidae. Inga underarter finns listade i Catalogue of Life.